# Cañada Hermosa
Cañada Hermosa es una pedanía perteneciente al municipio de Murcia en la Región de Murcia (España). Cuenta con una población de 187 habitantes (INE 2019) y una extensión de 44,135 km². Se encuentra a unos 18 km de Murcia. Es la pedanía menos poblada del municipio, con una densidad de 1,77 hab/km², y la edad media de su población es bastante elevada (el 50% de la población supera los 50 años).

## Geografía
Limita con:
- al norte: municipio de Las Torres de Cotillas;
- al este: Javalí Nuevo y municipio de Alcantarilla;
- al oeste: municipios de Mula y de Campos del Río;
- al sur: Barqueros y Sangonera la Seca.

## Demografía
Esta pedanía ha sufrido una gran despoblación desde la segunda mitad del siglo XX.
| 1960 | 1970 | 1976 | 1991 | 1996 | 2004 | 2008 |
| ---- | ---- | ---- | ---- | ---- | ---- | ---- |
| 853  | 247  | 78   | 33   | 79   | 78   | 121  |